# Danska umjetnost
Danska umjetnost je umjetnost s prostora današnje Danske i naroda Danaca.

## Drevna umjetnost
Najranija umjetnička djela potječu iz srednjeg kamenog doba (mezolitik) u obliku dekoracija na kamenom oružju i oruđu. U neolitiku se razvila kultura tzv. nordijskog kruga koja se odlikovala megalitskim grobnicama – tumulima, u kojima su pronađeni raznoliki nakit, oružja, oruđa i odjeća. 
Iz brončanog doba potječu tzv. „Sunčana kola“ iz Trundholma (oko 1400. pr. Kr.) koja imaju jasne odlike nordijskog kulturnog kruga. Ona predtsvljaju nordijski mit kako sunce zapravo putuje preko neba u kolima koja vuku konji.
Željezno doba započinje u 5. stoljeće pr. Kr. i traje do u 2. st., a razvija se pod utjecajem halštatske, a potom latenske kulture (kulturni krug na Jyllandu i Bornholmu).

## Srednji vijek
Drvena crkvena arhitektura ranoga srednjeg vijeka je propala, ali su očuvane romaničke kamene crkve s početka 12. st. (prvostolnica u Lundu, tada u Danskoj, te u Ribeu i Viborgu). Od 1160. god. grade se crkve od cigle koja postaje tipičan građevni materijal u Danskoj. Oznake romaničkog stila prepoznaju se i u mnogim sačuvanim antependijima i „Raspeću“ u prvostolnici u Ribeu. 
Sačuvane freske iz romanike (u Jellingu, Alstedu i dr.) i gotike (u Bornholmu, Bellerupu i dr.) rađene su u duhu pučkog narativnog slikarstva.
Potkraj 14. st. razvija se gotička arhitektura (crkva sv. Knuta u Odenseu, sv. Petra u Malmöu). Skulpture kasnogotičkog razdoblja (npr. glavni oltar u Århusu, rad B. Notke iz 1479. god.) izvode njemački, ali i domaći autori po njemačkim uzorima.

## Renesansa i Barok
Renesansa se razvija pod nizozemskim utjecajem, a nastaju monumentalne građevine (dvorci Rosenborg u Kopenhagenu i Frederiksborg kraj Hillerøda, Burza u Kopenhagenu, te grobna kapela Kristijana IV. u Roskildeu). Kiparstvo renesanse svodi se uglavnom na arhitektonske dekoracije pod utjecajem nizozemskih i njemačkih majstora.
Tijekom 17. st. prodiru francuski utjecaji (A. L'Amoreux radi 1688. god. „Konjanički kip Kristijana V.“, a T. Quellinus oko 1700. god. izvodi raskošne barokne grobnice u prvostolnicama u Århusu i Odenseu). Barokne građevine se podižu u prvoj polovici 18. st. (prvotni dvorac Christiansborg, gradska četvrt Amalienborg s osmerokutnim trgom u središtu i kasnobaroknim palačama, djelo N. M. Eigtveda).
Potkraj 18. st. javljaju se i prvi značajniji domaći slikari poput J. Juela koji je slikao u stilu rokokoa.

## Umjetnost 19. stoljeća
Kipar J. Wiedewelt uvodi klasicizam u dansko kiparstvo i pod njegovim utjecajem se školovao Bertel Thorvaldsen, glavni predstavnik strogog klasicizma u Europi. Njegov stil dominira gotovo čitavim 19. st., ne samo u danskoj umjetnosti nego i u većem dijelu Europe.
N. Jardin uvodi u Dansku arhitekturu francuski klasicizam, a njegov učenik C. F. Harsdorff radije primjenjuje grčke arhitektonske elemente (npr. kapela Fridrika V. U prvostolnici u Roskildeu). Inspiriran stilom empirea C. E. Hansen u Kopenhagenu gradi Gradsku vijećnicu, a G. Bindesbøll podiže Thorvaldsenov muzej u duhu historicizma.
Klasicistički slikar Nicolai Abraham Abildgaar bio je učitelj Christoffer Wilhelm Eckersbergu koji je začetnik nacionalističkog realističkog smjera. Njegovi učenici i sljedbenici ga oponašaju u slikanju krajolika, folkornih i animalističkih motiva. U slikare druge nacionalne danske škole ubrajaju se: Jørgen Valentin Sonne, J. T. Lundbye, J. Exner, P. C. Skovgaard i dr. Skupina slikara (Peder Severin Kroyer, Laurits Tuxen, Michael Ancher i Otto Bache) okupljena u umjetničkoj koloniji u Skagenu radi u duhu naturalističkog plenerizma. Predstavnici neoromantičnog smjera su Vilhelm Hammershoi, E. Nilsen, a J. F. Willumsen predstavlja simbolizam.

## Moderna umjetnost
Realističku plastiku prožetu nacionalnim duhom uvodi H. V. Bissen. Na prijelazu iz 19. u 20. st. najznačajniji kipari su Kai Nielsen i A. Bundgaard. U 20. st. danski kipari slijede opća europska stilska strujanja, od kojih se ističu J. H. Sørensen, H. Heinsen i Bjørn Nørgaard.
Od početka 20. st. i danski slikari se sve više uklapaju u suvremene europske struje (F. W. C. Freddie i Richard Mortensen, te Carl-Henning Pedersen i Asger John). Na početku 20. st. nova strujanja u arhitekturi slijedi Martin Nyrop (Nova vijećnica u Kopenhagenu), a I. Bentsen unosi jednostavne elemente dajući im nacionalna obilježja. Nakon II. svjetskog rata među najznačajnije danske arhitekte spadaju Arne Jacobsen (Gradska vijećnica u Rødovreu, 1955. – 1956.) i Jørn Utzon (Opera u Sydneyu 1956. – 1973.), čiju tradiciju klasične moderne arhitekture slijede mlađi arhitekti (A. Kjaer, C. Kristensen, K. Kriis, E. Moltke i O. von Spreckelsen). P. Janus-Ipsen i P. Kierkegaard su aktivni članovi slikarske grupe Cobra.
Oko 1980-ih prevladava konceptualna umjetnost i minimalizam, potom umjetnici rabe individualnu ikonografiju u instalacijama, videozapisima kao i u tradicionalnom likovnom izrazu (C. Carstensen, P. Bonde, A. M. Ruge). I mlađi naraštaj danskih kipara uspostavlja individualnu mitologiju i novu ikonografiju te rade kompleksne instalacije (C. Carstensen, P. Bonde) ili nastavljaju tradicionalnim metodama oblikovanja skulpture koristeći se novim kiparskim materijalima kao što su beton, poliester i sl. (M. Kvium, Ø. Nygård).

## Danska književnost
Najoznatiji danski književnici su: Hans Christian Andersen (bajka), Søren Kierkegaard (filozofski eseji), Karen Blixen nadimka Isak Dinesen (kratke priče), Ludvig Holberg (drame). Moderni uspješni autori su: Nobelov laureat Henrik Pontoppidan i Herman Bang, kao i pjesnik aforističkih stihova Piet Hein. 

## Danska glazba
Možda najpoznatiji danski skladatelj je Carl Nielsen (1865. – 1931.). Danci su se istakli i kao jazz glazbenici, a "Copenhagen Jazz Festival" je ostvario svjetsku reputaciju. 

## Danski film
Danska je oduvijek imala jaku filmsku tradiciju, a najpoznatiji fiolmski autor je redatelj Carl Theodor Dreyer. Posljednjih godina, Danski film je privukao svjetsku pozornost, osobito oni povezani s pokretom Dogma 95 i redatelja Lars Von Triera. 

## Poveznice
- Povijest Danske